# 殷若寧
殷若宁（Yin Ruoning，2002年9月28日—）是一名中国职业高尔夫球手，效力于美国美國女子職業高爾夫球協會（LPGA）巡回赛。 她赢得了2023年洛杉矶公开赛冠军，成为LPGA巡回赛第二位来自中国的冠军。 

## 业余生涯
殷若宁10岁时开始学习打高尔夫球。16岁時代表中国女子国家队参加2018年雅加达亚运会，与刘文博、杜墨涵一起获得女子团体铜牌。 
2019年，作为青少年业余选手的她赢得9个冠军头衔，包括全国业余锦标赛，并在世界業餘高爾夫排名中达到生涯最高的第64位。 

## 职业生涯
殷若宁于2020年转为职业球员。她赢得中国女子職業高爾夫球巡回赛资格赛的冠军，并加入了中国女子职业高尔夫球巡回赛，是她第一个三连冠。 她获得两项吉尼斯世界纪录，即「在中国女子职业高尔夫球巡回赛中取得最多的连胜」和「在中国女子职业高尔夫球巡回赛中选手转职业即连续获胜最多」。 
她在LPGA Q-Series系列車中获得并列第四，获得2022年美國女子職業高爾夫球協會巡回赛会员资格。在她的新秀赛季，她在前九场比赛中仅晋级两次，但在赛季结束时在16场比赛中获得7次晋级。她在達納公開賽中取得赛季最佳成绩并列第四，在第一轮打出65杆后领先该赛事
她於2023年洛杉磯公開賽（DIO Implant LA Open）以一杆优势领先喬治亞·霍爾夺得冠军，成为继冯珊珊之后第二位中国LPGA冠军。 

## 世界排名
每个日历年末在女子世界高尔夫排名中的位置。
| 年     | 排行 | 来源   |
| ------ | ---- | ------ |
| 2018年 | 586  | [ 9 ]  |
| 2019年 | 482  | [ 10 ] |
| 2020年 | 290  | [ 11 ] |
| 2021年 | 405  | [ 12 ] |
| 2022年 | 151  | [ 13 ] |
| 2023年 | 25^  | [ 14 ] |

^ 截至2023年6月19日